# Jerzy Gołos
Jerzy Stanisław Gołos (ur. 27 lipca 1931 w Warszawie, zm. 10 lutego 2019 tamże) – polski muzykolog, organolog, profesor dr hab. nauk humanistycznych.

## Życiorys
Absolwent filologii rosyjskiej i polskiej Uniwersytetu Columbia w Nowym Jorku i muzykologii Uniwersytetu Nowojorskiego. W 1961 uzyskał stopień doktora na Uniwersytecie Warszawskim na podstawie pracy Tabulatura WTM jako zabytek muzyki organowej. W 1971 habilitował się w Instytucie Historii Kultury Materialnej PAN. W 1996 uzyskał tytuł profesora.
Znawca historii organów i muzyki organowej. Wieloletni wykładowca w Katedrze Muzykologii na Uniwersytecie Kardynała Stefana Wyszyńskiego w Warszawie i Akademii Muzycznej im. Fryderyka Chopina w Warszawie, gdzie pełnił funkcję kierownika Katedry Teorii Muzyki. Opublikował wiele prac na temat organów i muzyki organowej.

## Publikacje
- Zarys historii budowy organów w Polsce (1966)
- Polskie organy i muzyka organowa (1972)
- Przewodnik po dawnym instrumentarium muzycznym (1988)
- The Polish Organ (1992)
- Warszawskie organy, t. 1-3 (2003)
- Heca albo Polowanie na zająca : anonimowa krotochwila myśliwska w jednym akcie / [ed. tekstu i muzyki] Jerzy Gołos.. Warszawa: Akademia FLOW, 2012, s. 94. ISBN 978-83-926458-0-1.